# (8087) Kazutaka
(8087) Kazutaka (1989 WA2) – planetoida z pasa głównego asteroid okrążająca Słońce w ciągu 4,11 lat w średniej odległości 2,57 au. Odkryta 29 listopada 1989 roku.